# 창원 봉림사지 삼층석탑
창원 봉림사지 삼층석탑(昌原 鳳林寺址 三層石塔)은 대한민국 경상남도 창원시, 봉림사지에 있던 고려시대의 삼층석탑이다. 1972년 2월 12일 대한민국 경상남도의 유형문화재 제26호로 지정되었다.
이 탑은 현재 상북초등학교에 있는 석탑이다. 〈창원군지〉,〈창원의 전통〉 등에 의하면 이탑은 봉림사지 내에 있었던 것이나, 일제시대에 부산으로 팔려 갔던 것을 되찾아와 1960년 창원시 교육청에서 현재의 위치에 복원해 놓은 것이라 한다. 그러나 현재의 탑은 원 위치에서 여러 번 옮겨 다니는 도중에 일부를 결실하고, 파손·탈락 정도가 심하다. 이 탑의 원형은 안산암제의 2중기단을 갖춘 3층석탑이었을 것으로 추정되나 부재의 결실과 임의적인 보수 등으로 인하여 크게 원형을 해치고 있다.

## 개요
봉림사터에 남아 있던 탑으로, 일제시대에 반출되었다가 되찾은 것이다. 관리 소홀로 많이 부서진 것을, 1960년 창원교육청에서 지금의 자리로 옮겨 세웠다.
탑의 무게를 받치는 기단(基壇)은 2층이었을 것으로 보이나, 여러 차례 옮겨 다니면서 많이 깨져나가 위층 기단의 일부만 남아있다. 3층을 이루고 있는 탑신부(塔身部)는 비교적 잘 보존되어 옛 모습을 쉽게 읽어낼 수 있다. 1층 몸돌은 두 조각으로 깨져 있던 것을 붙여 놓았는데 네 모서리에 기둥모양을 새긴 것 외에는 꾸밈이 없다. 특이한 것은 2층 몸돌에 문짝모양의 조각을 둔 것으로, 보통 1층 몸돌에 새겨놓던 일반적인 양식에서 벗어난 모습이다. 몸돌을 덮고 있는 각 층의 지붕돌은 밑면에 4단의 받침을 두었고, 낙수면의 경사는 급하게 내려온다. 꼭대기에는 노반(露盤:머리장식받침)과 복발(覆鉢:엎어놓은 그릇모양의 장식)이 차례로 올려져 머리장식을 하고 있다.
전체적인 구성양식이나 조각수법이 자유로와 고려시대 전기에 만든 것으로 추측된다.

## 같이 보기
- 상북초등학교

## 참고 자료
- 지귀동봉림사지삼층석탑 - 국가유산청 국가유산포털